# Martizay
Martizay é uma comuna francesa na região administrativa do Centro, no departamento de Indre. Estende-se por uma área de 39 km². Em 2010 a comuna tinha 961 habitantes (densidade: 24,6 hab./km²).